# Fatima Naoot
Fatima Naoot   (El Caire, 18 de setembre de 1964) és una escriptora, poeta, periodista, enginyera i activista egípcia. Els seus llibres es van fer coneguts pel seu suport al laïcisme, al feminisme i als drets dels animals. Això no obstant, l'any 2016 va estar implicada en un judici com a acusada de menysprear la religió. Aquesta acusació s'origina en uns comentaris que va fer en el seu compte de Twitter sobre el sacrifici (dels xais) que realitzen els musulmans el dia d'Id al-adha, també conegut com a “Festa del sacrifici”. L'escriptora i traductora va defensar la seva innocència, negant la intenció de criticar l'Islam i la seva declaració es basava en què havia acusat aquest acte cruel contra els animals. Tot i els seus arguments, finalment, va ser condemnada a 3 anys de presó.

## Biografia
Fatima Naoot va néixer l'any 1964 a la ciutat i capital d'Egipte, El Caire. El 1987 es va graduar a la Facultat d'Enginyeria de la Universitat Ain Shams i es va especialitzar en enginyeria de construcció. Va treballar d'aquesta professió durant deu anys abans de decidir que voldria dedicar tot el seu temps a l'escriptura i a la traducció. Va publicar diverses col·leccions de poesia en dues llengües; l'àrab i l'anglès, en els àmbits de la poesia i la literatura. També va traduir un gran nombre de novel·les d'escriptors d'arreu del món i el seu catàleg recull ara com ara 19 obres. Pel que fa a la seva vida personal, és mare de dos fills: en Mazen, estudiant universitari d'enginyeria i l'Omar un artista que pateix autisme. 

## Vida professional
Entre les seves tasques principals, en destaquem els articles i els poemes que ha publicat tant dins del territori egipci com fora. La tasca de traduir les seves obres en altres llengües ha fet del seu prestigi una icona internacional i, fins i tot, la Biblioteca de Poesia Escocesa ha inclòs Naoot entre els noms dels poetes i membres més coneguts de la biblioteca.
D'altra banda, i no menys important, Fatima va participar en molts concursos i festivals de poesia, entre els quals en va ser guanyadora diverses vegades; primer premi en el Concurs de Poesia Àrab pel seu cinquè diwan titulat Ampolla de cola, celebrat a Hong Kong l'any 2006, i que va ser traduïda a l'anglès i al xinès. A més, va ser la representant d'Egipte en el Festival Internacional de Poesia celebrat a Rotterdam (Holanda); en el Festival Internacional Al-Mutanabbi celebrat a Zúric (Suïssa) l'any 2007; en el Festival de València (Veneçuela); en el Festival Cosmopoètic de Còrdova (Espanya). També, ha sigut la representant del seu país en països del món àrab: Jordània, el Marroc, Tunis, el Líban, Síria, Aràbia Saudita, Kuwait, Bahrain, Iraq i Líbia, així com en ciutats i estats d'arreu del món com Berlín, París, Toronto i Califòrnia, entre d'altres.

### Col·leccions de poesia
1. «Clic amb el dit» – Organització General del Llibre d’Egipte 2002 – Noca col·lecció de llibres.
2. «A un centímetre del terra» – Editorial KN – 2003.
3. «Sector longitudinal de la memòria» – Organització General del Llibre d’Egipte 2003.
4. «Sobre el palmell d’una dona» a. Sobre el Ministeri de Cultura Iemenita 2004. b. Sobre l'Organització General del Llibre d'Egipte
5. A Bottle of Glue – en xinès i anglès – Editorial Simposi – Hong Kong, 2007.
6. «Temple de les flors» – Editorial “Renaixement àrab” – Beirut, 2007.
7. «Ampolla de cola» – Editorial Miret – Egipte, 2008.
8. «El meu nom no és difícil» – Editorial “La Casa” – 2009.
9. «Creador de felicitat» – Editorial Miret – 2012.

## Afiliacions
- Sindicat d’Enginyers Egipci
- Unió d’Escriptors Egipcis
- La Casa dels Escriptors Egipcis
- L’Atelier del Caire
- Associació d’Adibat d'Egipte (Adibat significa “persones de lletres”)
- Sindicat d’Escriptors d'Internet Àrab
- Sindicat de les Dones d'Egipte
- Moviment Internacional dels Poetes Llatinoamericans
- Associació Àrab Internacional de Traductors i Lingüistes
- Biblioteca de Poesia Escocesa
- Organització Transnacional d’Escriptors